# Ogert Muka
Ogert Muka (Lushnjë, 10 settembre 1979) è un ex calciatore albanese, di ruolo centrocampista.

## Carriera

### Nazionale
Ha collezionato 2 presenze con la Nazionale albanese.

## Palmàres

### Competizioni nazionali
Coppa d'Albania: Tirana 2002-2003